# Macroteleia testaceinerva
Macroteleia testaceinerva är en stekelart som beskrevs av Cameron 1904. Macroteleia testaceinerva ingår i släktet Macroteleia och familjen Scelionidae. Inga underarter finns listade i Catalogue of Life.